# Robinieae
Robinieae (лат.) — триба цветковых растений, относящаяся к подсемейству мотыльковые семейства бобовые.

## Описание
Включает деревья, кустарники и травянистые растения. Листья обычно сложные, реже простые (Poissonia), жилкование сетчатое. Листорасположение чаще супротивное. Прилистники иногда преобразованы в колючки (Robinia, Peteria). Цветки собраны в кистевидные соцветия, расположенные, как правило, в пазухах листьев, реже, на верхушке побега (Peteria). Прицветники небольшие, у большинства видов отпадающие. Тычинок 10, девять из которых срастаются на {\displaystyle {}^{3}/{}_{4}}длины. Завязь пестика расположена на ножке. Столбик голый. Семена яйцевидные или продолговато-почковидные. У многих представителей трибы в семенах содержится непротеиногенная аминокислота канаванин. Предполагают, что эта аминокислота выполняет функцию защиты семян от поедания фитофагами.

## Систематика
Триба включает в себя 11 родов:
- Coursetia DC.
- Genistidium I.M.Johnst.
- Gliricidia Kunth
- Hebestigma Urb.
- Lennea Klotzsch
- Olneya A.Gray
- Peteria A.Gray
- Poissonia Baill.
- Poitea Vent.
- Robinia L. — Робиния
- Sphinctospermum Rose

По молекулярно-генетическим данным наиболее близкими трибами являются Loteae и Coronilleae. Ископаемые представители обнаружены в отложениях позднего эоцена и плиоцена в Европе и Северной Америке.

## Распространение
Распространены преимущественно в тропических областях Неарктике и Неотропике. Распространение родов Poitea и Hebestigma ограничено Антильскими островами.